# جون كلايتون تايلور
جون كلايتون تايلور (بالإنجليزية: John Clayton Taylor)‏ مواليد 4 أغسطس 1930، هو عالم فيزياء رياضية بريطاني وهو أيضا أستاذ للفيزياء الرياضية في قسم الرياضيات التطبيقية والفيزياء النظرية بجامعة كامبريدج وزميل فخري في كلية روبنسون.
وفي عام 1956 حصل تايلور على الدكتوراة من جامعة كامبردج، حيث كان طالبا لمحمد عبد السلام في كلية لندن الإمبراطورية. ومن 1957 إلى 1961 كان محاضرا في الفيزياء النظرية في كلية لندن الإمبراطورية، وبعد ذلك محاضرا في جامعة كامبردج، وعام 1964 كان قارئا في جامعة أكسفورد. من 1980 إلى 1995 كان أستاذا للفيزياء الرياضية في جامعة كامبريدج. وفي 1981 كان زميلا في الجمعية الملكية.
وقد قدم تايلور عدة إسهامات في نظرية الحقل الكمومي وفيزياء الجسيمات الأولية.

## الكتب
- مقياس نظريات التفاعلات الضعيفة (1976)
- الوحدة المخفية في قوانين الطبيعة (2001)
- مقياس النظريات في القرن العشرين (2001)